# ییوینا (ناحیه بروون)
ییوینا (به چکی: Jivina) یک منطقهٔ مسکونی در جمهوری چک است که در ناحیه بروون واقع شده‌است. ییوینا ۱۶۶ نفر جمعیت دارد.